# Ploceus galbula
El tejedor de Rüppell (Ploceus galbula) es una especie de ave paseriforme de la familia Ploceidae. Es nativa de África, concretamente del norte de la ecozona afrotropical. La especie fue nombrada en honor al zoólogo y explorador alemán Eduard Rüppell (1794–1884).

## Distribución
Se la puede encontrar en Yibouti, Eritrea, Etiopía, Kenia, Omán, Arabia Saudí, Somalia, Sudán y Yemen.

## Galería

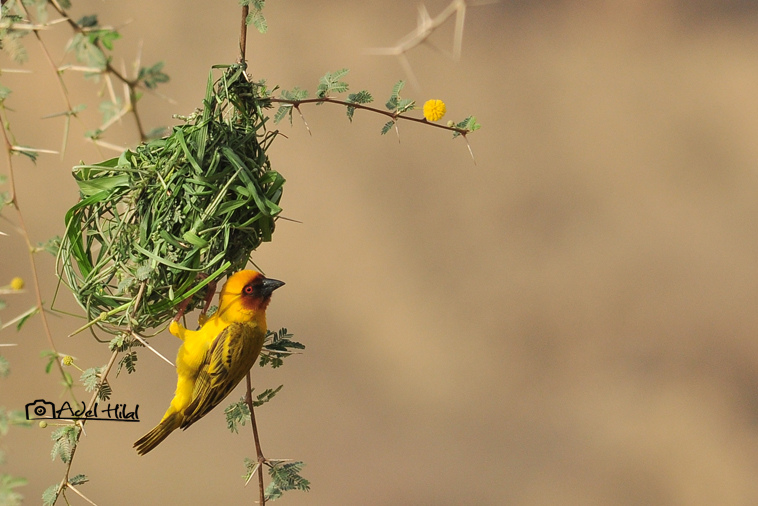
Macho en un nido.
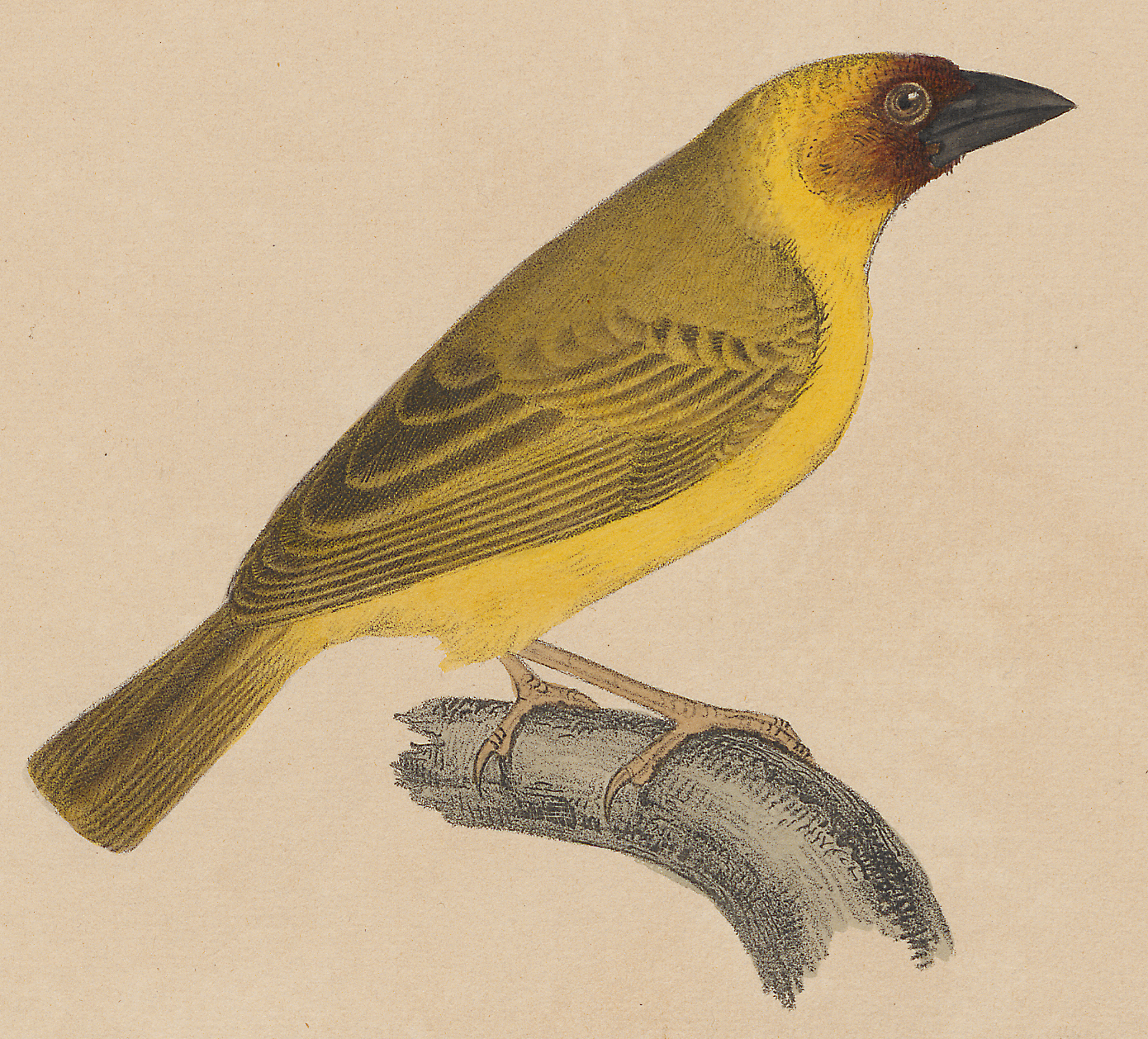
Ilustración de Rüppell, 1840.